# Eleccions al Consell Comarcal del Pallars Sobirà de 2019
Les eleccions al Consell Comarcal del Pallars Sobirà de 2019 van celebrar-se el 26 de maig de 2019 juntament amb les eleccions municipals espanyoles de 2019 per tal d'elegir als 19 membres del Consell Comarcal del Pallars Sobirà, òrgan d'autogovern de la comarca homònima.
La candidatura guanyadora per vots i escons fou la d'Esquerra Republicana de Catalunya (ERC). Finalment, el 8 de juliol de 2019 fou elegit com a president del consell comarcal Gerard Sabarich i Fernàndez-Coto, alcalde del municipi de Rialp i membre de Junts per Catalunya (JxCAT) amb el suport de la candidatura independent Som Poble, després que aquesta rebera el suport de JxCAT per tal de governar la capital comarcal, Sort.

## Sistema electoral
La normativa vigent (decret legislatiu 4/2003) estableix que, un cop constituïts els ajuntaments de cada una de les comarques, és competència de la junta electoral provincial procedir a l'elecció dels membres dels consells comarcals corresponents a la seva circumscripció. En aquest cas, la junta electoral provincial corresponent ha d'assignar a cadascun dels partits, de les coalicions, de les federacions i de les agrupacions d'electors que hagin superat la barrera electoral del 3% a escala comarcal en les eleccions municipals, el nombre de llocs que els corresponen, seguint el següent procediment: primer, es calcula el percentatge de regidors que correspon a cada partit, coalició, federació o agrupació sobre el total de regidors de tots els ajuntaments de la comarca; en segon lloc, es calcula el percentatge de vots que correspon a cada partit, coalició, federació o agrupació sobre el total dels vots emesos en la comarca; en tercer lloc, es multipliquen els percentatges de regidors per un terç i els dels vots, per dos terços, i se sumen els resultats; en quart lloc, s'ordenen en columna els partits, les coalicions, les federacions i les agrupacions, de més gran a més petit, segons el percentatge obtingut de la suma de regidors i vots; finalment, s'aplica la regla D'Hondt, els llocs s'atribueixen a les llistes a les quals corresponen els quocients majors i es procedeix a l'atribució per ordre decreixent.

## Resultats
| Partit       | Partit                            | Vots  | %     | Escons | +/– |  |
| ------------ | --------------------------------- | ----- | ----- | ------ | --- |  |
|              | Esquerra Republicana de Catalunya | 1.703 | 39,34 | 9      | 5   |  |
|              | Junts per Catalunya               | 1.386 | 32,02 | 8      | 2   |  |
|              | Som Poble                         | 474   | 10,95 | 2      | Nou |  |
|              |                                   |       |       |        |     |  |
|              | Candidatura de Progrés            | 168   | 3,88  | 0      | 1   |  |
|              | Impuls Alt Àneu                   | 124   | 2,86  | 0      | Nou |  |
|              | SOM-HI                            | 115   | 2,66  | 0      | Nou |  |
|              | Assemblea Popular de Soriguera    | 95    | 2,19  | 0      | Nou |  |
|              | Endavant Vallferrera              | 80    | 1,85  | 0      | Nou |  |
|              | Municipis Independents            | 34    | 0,79  | 0      | Nou |  |
|              | Partit Popular                    | 6     | 0,14  | 0      | =   |  |
| Total        | Total                             | 4.204 | 97,11 | 19     | =   |  |
|              |                                   |       |       |        |     |  |
| Vots vàlids  | Vots vàlids                       | 4.329 | 98,23 |        |     |  |
| Vots nuls    | Vots nuls                         | 78    | 1,77  |        |     |  |
| Participació | Participació                      | 4.407 | 81,51 |        |     |  |
| Cens         | Cens                              | n/a   |       |        |     |  |
| Font:        |                                   |       |       |        |     |  |

## Consellers electes
| Partit | Partit    | Conseller                           | Municipi            |
| ------ | --------- | ----------------------------------- | ------------------- |
|        | ERC       | Josep Vidal i Bringué               | Llavorsí            |
|        | JxCAT     | Maria Immaculada Gallardo i Barceló | Sort                |
|        | Som Poble | Raimon Monterde i Alberich          | Sort                |
|        | ERC       | Jordi Pallé i Cases                 | La Guingueta d'Àneu |
|        | JxCAT     | Gerard Sabarich i Fernàndez-Coto    | Rialp               |
|        | Som Poble | Baldomer Farré i Serrat             | Sort                |
|        | ERC       | Jordi Canut i Bartra                | Baix Pallars        |
|        | JxCAT     | Salvador Tomàs i Bosch              | Lladorre            |
|        | ERC       | Miquel Maria Bretcha i Vivó         | Sort                |
|        | JxCAT     | Llorenç Sànchez i Abrié             | Vall de Cardós      |
|        | ERC       | Immaculada Torras i Lucas           | Soriguera           |
|        | JxCAT     | Joel Orteu i Aubach                 | Esterri de Cardós   |
|        | ERC       | Pere Ticó i Domingo                 | Esterri d'Àneu      |
|        | JxCAT     | Carlos Luis Isus Castellarnau       | Espot               |
|        | ERC       | Joan Farrero i Granja               | n/a                 |
|        | JxCAT     | Ferran Lloret i Riart               | Esterri d'Àneu      |
|        | ERC       | Josep Quetó i Brechal               | n/a                 |
|        | JxCAT     | Laura Arrau i Díaz                  | n/a                 |
|        | ERC       | Laura Tristán i Duplà               | n/a                 |